# Volvo C303
Volvo Cross Country C303 ook wel "Laplander" genoemd is het basismodel van een reeks militaire voertuigen gemaakt door Volvo.
De auto werd ontwikkeld in de jaren zestig, gebaseerd op de Volvo L-3314-serie en werd geproduceerd in 1974. Hij werd geproduceerd als 4x4 en 6x6. Een 8x8 werd alleen gebouwd als prototype en is later gesloopt. De motor die werd gebruikt is de B30A (in de prototypes werd een B20 motor gebruikt); deze motoren werden ook gebruikt in de Volvo 164, echter met een andere nokkenas.
De Volvo C303 gebruikt portaalassen met sperdifferentiëlen. Daardoor is er veel ruimte onder de auto, te vergelijken met de Unimog.
Deze voertuigen werden ook verkocht aan civiele klanten, onder andere aan hulpdiensten, elektriciteitsbedrijven en voor privégebruik.
In het Zweedse leger zijn deze voertuigen bekend onder de naam "Terrängbil" (afgekort als TGB).